# 640
| [ Edytuj tabelę ]          |                                        |
| Cesarz Bizancjum           | - 610 Herakliusz 641                   |
| Cesarz Chin                | - 626 Tang Taizong 649                 |
| Król Essexu                | - 617 Sigeberht I Mały 653             |
| Król Franków w Austrazji   | - 639 Sigebert III 656                 |
| Król Franków w Neustrii    | - 639 Chlodwig II 658                  |
| Cesarz Japonii             | - 629 Jomei 641                        |
| Kalif                      | - 634 Umar ibn al-Chattab 644          |
| Król Kentu                 | - 616 Eadbald 640 - 640 Earconbert 664 |
| Patriarcha Konstantynopola | - 638 Pyrrus I 641                     |
| Władca Korei               | - 618 Yŏngnyu 642                      |
| Król Longobardów           | - 636 Rotari 652                       |
| Król Mercji                | - 626 Penda 655                        |
| Król Nortumbrii            | - 634 Oswald 642                       |
| Papież                     | - 640 Seweryn 640 - 640 Jan IV 642     |
| Król Persji                | - 632 Jezdegerd III 651                |
| Król Wizygotów             | - 639 Tulga 642                        |

Rok 640 / DCXL
stulecia: VI wiek ~
VII wiek ~
VIII wiek

lata: 630 «
635 «
636 «
637 «
638 «
639 «
640
» 641
» 642
» 643
» 644
» 645
» 650

## Wydarzenia
Europa
- 28 maja – Seweryn został papieżem.
- 24 grudnia – Jan IV został papieżem.
- Bitwa pod Unstrutą – Sigebert III pokonany przez Turyngów, którzy uzyskali niezależność.
- Od państwa Merowingów odłączyli się Bawarowie i Alamanowie.

Bliski Wschód
- Bitwa pod Heliopolis wygrana przez muzułmanów.

Azja
- Powstała pagoda Daqin, najstarsza budowla chrześcijańska w Chinach.

## Zmarli
- 18 lipca – Arnulf z Metzu, biskup (data sporna lub przybliżona) (ur. przed 580)
- Pepin Starszy, majordom Austrazji, założyciel rodu Karolingów (data sporna lub przybliżona) (ur. ok. 580)